# 旺莱
旺莱（法語：Vanlay，法語發音：[vɑ̃lɛ]）是法国奥布省的一个市镇，属于特鲁瓦区。

## 地理
旺莱（48°1'39"N, 4°1'4"E）面积25.91 平方千米，位于法国大東部大區奥布省，该省份为法国中北部省份，北起马恩省，西接塞纳-马恩省，西南至约讷省，东南至科多尔省，东临上马恩省。
与旺莱接壤的市镇（或旧市镇、城区）包括：阿夫勒伊、贝尔农、谢西莱普雷、库斯格雷、屈桑日、达夫雷、莱格朗日、拉洛日蓬布兰、普吕西、蒂尔日、瓦利耶尔。

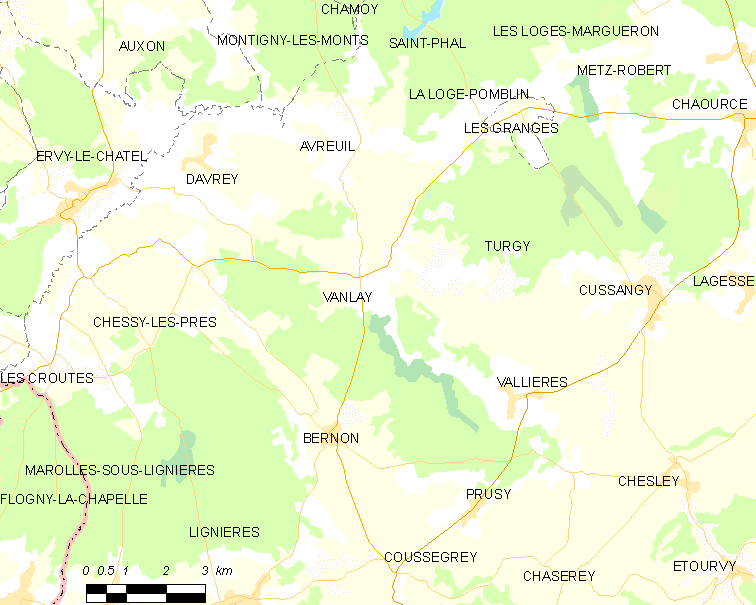
旺莱的OSM定位图

旺莱的时区为UTC+01:00、UTC+02:00（夏令时）。

## 行政
旺莱的邮政编码为10210，INSEE市镇编码为10395。

## 政治
旺莱所属的省级选区为莱里塞县。

## 人口

1962-2008年间旺莱人口变化图示

旺莱于2022年1月1日时的人口数量为287人。